# Auximella typica
Auximella typica là một loài nhện trong họ Amaurobiidae.
Loài này thuộc chi Auximella. Auximella typica được Embrik Strand miêu tả năm 1908.